# Gelo X
Gelo X é uma forma cúbica do gelo. Pode ser formado pelo aumento da pressão no gelo VII. Possui um ponto triplo com o gelo VII e o gelo VIII à temperatura de 100 K e pressão de 62 GPa.